# Associazione Calcio Milan 1951-1952
Questa voce raccoglie le informazioni riguardanti l'Associazione Calcio Milan nelle competizioni ufficiali della stagione 1951-1952.

## Stagione

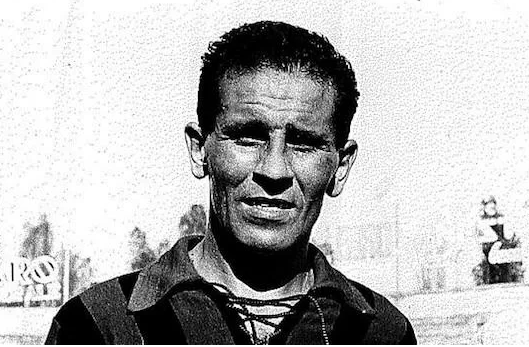
Arturo Silvestri, al Milan dal 1950 al 1955

Il calciomercato è nuovamente finalizzato al rinforzo della rosa. Arrivano i rinforzi Pietro Grosso e Amleto Frignani, con la squadra che è ancora guidata dall'allenatore Lajos Czeizler e dal direttore tecnico Antonio Busini. Grazie a un attacco di grande livello, il gioco del Milan viene impostato con un forte sbilanciamento verso il reparto offensivo. Saranno parecchie, infatti, le goleade realizzate dai rossoneri: dal 4-0 e il 5-0 alla Lucchese, al 5-1 alla Pro Patria, al 4-0 e al 6-0 al Torino, al 4-0 con il Bologna, al 4-1 al Legnano, al 6-2 al Novara e al 4-0 al Palermo.
Nel campionato 1951-1952 i rossoneri (che da quest'anno per la prima volta sfoggiano lo stemma tricolore sulle maglie, essendo stato introdotto nel 1924) si classificano secondi alle spalle della Juventus dopo aver lottato coi bianconeri per il titolo di campioni d'inverno e aver conquistato anche la vetta, ceduta di nuovo ai piemontesi prima della fine del girone di andata. Nel girone di ritorno i Diavoli si arrendono nella rincorsa anche a seguito della sconfitta nello scontro diretto e chiudono il torneo al secondo posto a 7 punti dai bianconeri campioni d'Italia.
Nordahl segna 26 reti e si piazza secondo nella classifica marcatori della serie A. Sei giocatori rossoneri vengono convocati dal commissario tecnico della Nazionale italiana per la partita contro la Svizzera (finita poi 1 a 1): Carlo Annovazzi (capitano), Arturo Silvestri, Andrea Bonomi, Omero Tognon, Pietro Grosso e Renzo Burini.

## Divise
| Casa | Trasferta |

## Organigramma societario
Area direttiva
- Presidente: Umberto Trabattoni
- Vice presidenti: Mario Mauprivez e Antonio De Dionigi
- Segretario: Giannino Giannotti

Area tecnica
- Allenatore: Lajos Czeizler
- Allenatore in seconda: Giuseppe Santagostino
- Direttore tecnico: Antonio Busini
- Massaggiatore: Guglielmo Zanella

## Rosa
| N. |                   | Ruolo | Calciatore                      |
| -- | ----------------- | ----- | ------------------------------- |
|    | Italia (bandiera) | P     | Ezio Bardelli                   |
|    | Italia (bandiera) | P     | Lorenzo Buffon                  |
|    | Italia (bandiera) | D     | Andrea Bonomi (capitano)        |
|    | Italia (bandiera) | D     | Arturo Silvestri                |
|    | Italia (bandiera) | D     | Francesco Zagatti               |
|    | Italia (bandiera) | C     | Carlo Annovazzi (vice capitano) |
|    | Italia (bandiera) | C     | Pietro Grosso                   |
|    | Italia (bandiera) | C     | Emilio Lavezzari                |
|    | Svezia (bandiera) | C     | Nils Liedholm                   |

| N. |                   | Ruolo | Calciatore        |
| -- | ----------------- | ----- | ----------------- |
|    | Italia (bandiera) | C     | Enzo Menegotti    |
|    | Italia (bandiera) | C     | Rino Perduca      |
|    | Italia (bandiera) | C     | Omero Tognon      |
|    | Italia (bandiera) | C     | Luciano Scroccaro |
|    | Italia (bandiera) | A     | Renzo Burini      |
|    | Italia (bandiera) | A     | Amleto Frignani   |
|    | Svezia (bandiera) | A     | Gunnar Gren       |
|    | Svezia (bandiera) | A     | Gunnar Nordahl    |
|    | Italia (bandiera) | A     | Mario Renosto     |

## Calciomercato
| Acquisti | Acquisti          | Acquisti  | Acquisti |
| R.       | Nome              | da        | Modalità |
| -------- | ----------------- | --------- | -------- |
| C        | Amleto Frignani   | Reggiana  | -        |
| D        | Pietro Grosso     | Triestina | -        |
| C        | Emilio Lavezzari  | Seregno   | -        |
| C        | Enzo Menegotti    | Modena    | -        |
| C        | Luciano Scroccaro | Dolo      | -        |
| A        | Giuseppe Secchi   | Seregno   | -        |

| Cessioni | Cessioni             | Cessioni          | Cessioni |
| R.       | Nome                 | a                 | Modalità |
| -------- | -------------------- | ----------------- | -------- |
| D        | Carlo Belloni        | Triestina         | -        |
| C        | Luciano Carnier      | Triestina         | -        |
| C        | Antonio Colomban     | Messina           | -        |
| C        | Benigno De Grandi    | Palermo           | -        |
| C        | Mario Foglia         | Palermo           | -        |
| C        | Giovanni Mangini     | Marzoli Palazzolo | -        |
| P        | Giovanni Rossetti    | Arsenaltaranto    | -        |
| A        | Aurelio Santagostino | Atalanta          | -        |
| A        | Giuseppe Secchi      | Siracusa          | -        |
| A        | Albano Vicariotto    | Torino            | -        |

## Risultati

### Serie A

#### Girone di andata
| Arbitro: | Agnolin (Bassano del Grappa) |

|                      |           |                      |
| Annovazzi 35’ (aut.) | Marcatori | 17’ Renosto 86’ Gren |

| Arbitro: | Canavesio (Torino) |

|                                          |           |  |
| Nordahl 10’ Burini 37’, 40’ Liedholm 84’ | Marcatori |  |

| Arbitro: | Massai (Pisa) |

|           |           |            |
| Bacci 80’ | Marcatori | 7’ Renosto |

| Arbitro: | Liverani (Torino) |

|                                                |           |             |
| Renosto 12’, 52’, 70’ Burini 55’ Annovazzi 83’ | Marcatori | 77’ Hofling |

| Arbitro: | Orlandini (Roma) |

|             |           |                        |
| Rabitti 13’ | Marcatori | 31’ Burini 83’ Nordahl |

| Arbitro: | Piemonte (Monfalcone) |

|                        |           |                       |
| Burini 50’ Nordahl 73’ | Marcatori | 40’ Arnaldo Lucentini |

| Arbitro: | Agnolin (Bassano del Grappa) |

|  |           |                                                                         |
|  | Marcatori | 38’ Burini 40’, 64’ Liedholm 53’ Renosto 62’ Annovazzi 69’ (aut.) Grava |

| Arbitro: | Belè (Venezia) |

|                                         |           |  |
| Burini 47’, 75’, 76’ Renosto 56’ (rig.) | Marcatori |  |

| Arbitro: | Massai (Pisa) |

|                      |           |                       |
| Nyers 2’ Lorenzi 26’ | Marcatori | 22’ Burini 75’ Tognon |

| Arbitro: | Tassini (Verona) |

|  |           |                        |
|  | Marcatori | 7’ Nordahl 82’ Renosto |

| Arbitro: | Cartei (Firenze) |

|            |           |           |
| Burini 15’ | Marcatori | 5’ Bülent |

| Arbitro: | Gemini (Roma) |

|                                                  |           |                                |
| Beraldo 5’ Martegani 55’, 90’ Prunecchi 65’, 73’ | Marcatori | 31’ Nordahl 77’ (rig.) Renosto |

| Arbitro: | Tassini (Verona) |

|             |           |            |
| Nordahl 58’ | Marcatori | 53’ Hansen |

| Arbitro: | Bellè (Venezia) |

|                  |           |  |
| Santogostino 78’ | Marcatori |  |

| Arbitro: | Pieri (Trieste) |

|                                           |           |              |
| Nordahl 9’ Liedholm 13’, 69’ Frignani 39’ | Marcatori | 26’ Trevisan |

| Arbitro: | Pieri (Trieste) |

|               |           |             |
| Silvestri 49’ | Marcatori | 53’ Löfgren |

| Arbitro: | Tassini (Verona) |

|               |           |             |
| De Grandi 45’ | Marcatori | 25’ Nordahl |

| Arbitro: | Corallo (Lecce) |

|                          |           |  |
| Frignani 14’ Nordahl 35’ | Marcatori |  |

| Arbitro: | Orlandini (Roma) |

|           |           |  |
| Ekner 12’ | Marcatori |  |

#### Girone di ritorno
| Arbitro: | Bellè (Venezia) |

|                                                               |           |                       |
| Gren 14’ Burini 35’ Nordahl 53’, 54’, 90’ Amleto Frignani 85’ | Marcatori | 13’, 60’ (rig.) Piola |

| Arbitro: | Gemini (Roma) |

|  |           |                                                     |
|  | Marcatori | 7’, 26’, 81’ Nordahl 24’ Annovazzi 87’ Renzo Burini |

| Milano 17 febbraio 1952 22ª giornata | Milan            | 0 – 0 | Udinese | Stadio San Siro (25 000 spett.)\| Arbitro: \| Jonni (Macerata) \| |
| Arbitro:                             | Jonni (Macerata) |       |         |                                                                   |

| Arbitro: | Agnolin (Bassano del Grappa) |

|                       |           |                     |
| Hofling 43’ Orzan 47’ | Marcatori | 1’ Gren 71’ Nordahl |

| Arbitro: | Cartei (Firenze) |

|                          |           |  |
| Liedholm 37’ Nordahl 81’ | Marcatori |  |

| Arbitro: | Massai (Pisa) |

|                |           |             |
| Sabbatella 44’ | Marcatori | 20’ Nordahl |

| Arbitro: | Pieri (Trieste) |

|                                             |           |           |
| Nordahl 21’ Gren 46’ Burini 65’ (rig.), 74’ | Marcatori | 89’ Pozzi |

| Bologna 30 marzo 1952 27ª giornata | Bologna       | 0 – 0 | Milan | Stadio Comunale (26 000 spett.)\| Arbitro: \| Gemini (Roma) \| |
| Arbitro:                           | Gemini (Roma) |       |       |                                                                |

| Arbitro: | Massai (Pisa) |

|                          |           |           |
| Liedholm 54’ Nordahl 76’ | Marcatori | 57’ Nyers |

| Arbitro: | Pieri (Trieste) |

|                                             |           |                      |
| Frignani 45’ Liedholm 66’ Burini 80’ (rig.) | Marcatori | 12’, 89’ (rig.) Mike |

| Arbitro: | Agnolin (Bassano del Grappa) |

|                    |           |                                 |
| Colombi 73’ (rig.) | Marcatori | 24’ Frignani 70’ (aut.) Ørnvold |

| Arbitro: | Longagnani (Modena) |

|                                   |           |  |
| Annovazzi 7’ Nordahl 57’ Gren 79’ | Marcatori |  |

| Arbitro: | Gemini (Roma) |

|                                    |           |          |
| Vivolo 3’ Boniperti 19’ Praest 65’ | Marcatori | 88’ Gren |

| Arbitro: | Corallo (Lecce) |

|                                 |           |                                               |
| Burini 6’, 28’, 71’ Nordahl 54’ | Marcatori | 3’ Sørensen 32’, 54’ Santagostino 84’ Jeppson |

| Arbitro: | Coppa (Mariano Comense) |

|               |           |              |
| Sassi 7’, 86’ | Marcatori | 83’ Liedholm |

| Arbitro: | Liverani (Torino) |

|            |           |          |
| Larsen 51’ | Marcatori | 67’ Gren |

| Arbitro: | Bellè (Venezia) |

|                                        |           |  |
| Nordahl 9’, 74’, 90’ Burini 54’ (rig.) | Marcatori |  |

| Arbitro: | De Leo (Mestre) |

|              |           |              |
| Petrozzi 27’ | Marcatori | 13’ Frignani |

| Arbitro: | Corallo (Lecce) |

|                                    |           |               |
| Burini 26’, 31’ (rig.) Nordahl 54’ | Marcatori | 81’ Beltrandi |

## Statistiche

### Statistiche di squadra
| Competizione | Punti | In casa | In casa | In casa | In casa | In casa | In casa | In trasferta | In trasferta | In trasferta | In trasferta | In trasferta | In trasferta | Totale | Totale | Totale | Totale | Totale | Totale | DR  |
| Competizione | Punti | G       | V       | N       | P       | Gf      | Gs      | G            | V            | N            | P            | Gf           | Gs           | G      | V      | N      | P      | Gf     | Gs     | DR  |
| ------------ | ----- | ------- | ------- | ------- | ------- | ------- | ------- | ------------ | ------------ | ------------ | ------------ | ------------ | ------------ | ------ | ------ | ------ | ------ | ------ | ------ | --- |
| Serie A      | 53    | 19      | 14      | 5       | 0       | 55      | 17      | 19           | 6            | 8            | 5            | 32           | 24           | 38     | 20     | 13     | 5      | 87     | 41     | +46 |

### Statistiche dei giocatori
| Giocatore    | Serie A  | Serie A |
| Giocatore    | Presenze | Reti    |
| ------------ | -------- | ------- |
| C. Annovazzi | 37       | 4       |
| E. Bardelli  | 12       | -13     |
| A. Bonomi    | 22       | 0       |
| L. Buffon    | 26       | -28     |
| R. Burini    | 36       | 22      |
| A. Frignani  | 27       | 6       |
| G. Gren      | 31       | 7       |
| P. Grosso    | 32       | 0       |
| E. Lavezzari | 11       | 0       |
| N. Liedholm  | 38       | 9       |
| E. Menegotti | 16       | 0       |
| G. Nordahl   | 38       | 26      |
| M. Renosto   | 15       | 9       |
| L. Scroccaro | 1        | 0       |
| A. Silvestri | 35       | 1       |
| O. Tognon    | 37       | 1       |
| F. Zagatti   | 4        | 0       |